# 화정동 (고양시)
화정동(花井洞)은 경기도 고양시 덕양구에 있는 행정동이다.

## 지명
화정동은 은빛마을과 달빛마을 (화정1동), 별빛마을과 옥빛 마을 (화정 2동)로 이루어져 있다. 이 지역은 본래 고양지역의 전형적인 농촌 마을로 일명 골머리라 불리는 꽃물마을, 화수촌과 ‘찬우물’로 불리던 냉정, 마을이 있던 곳이다. 이곳을 화정으로 부르게 된 것은 개발되기 이전에 이 지역의 대표적인 마을인 화수촌  마을과 냉정 마을에서 한자씩을 따서 붙여진 이름이다.

## 개요
화정동은 고양시 덕양구의 중심마을에 해당한다. 화정 2동과는 남쪽으로 화정역이 있는 화정로가 경계가 된다. 이 부근에는 고층, 대형의 상가와 함께 주상 복합건물도 자리해 있다.화정1동은 크게 산이 남아 있는 공원, 과수원, 단독주택지, 저층 아파트 지역. 10층 이상의 고층아파트 지역, 상가가 몰려 있는 지역, 그리고 대장동과 같이 논과 밭이 있는 마을로 나눌 수 있다. 이 중에서 가장 많은 인구가 사는 곳은 아파트 지역으로 주변에서 살기가 좋아 거주지로 인기가 높다. 이 곳으로 들어오는 방법은 여러 가지가 있다. 먼저 지하철을 이용하는 방법을 비롯하여 능곡, 수색, 일산, 원당 등 사통팔달로 이어진 도로망이 있어 접근이 매우 용이하다. 덕양구청과 같은 관공서를 비롯하여 우체국, 도서관과 대형 종합병원이 있으며 화수 초중고등 교육기관이 밀집되어 있기도 하다. 주민들은 고양시와 연관이 있는 주민들과 다른 지역에서 이주한 주민들이 함께 살고 있다. 마을 뒤로 국사봉과 같은 산이 있고 이곳에 등산, 산책로가 잘 만들어져 있어 시민들이 자유롭게 이용하고 있다. 이 산과 마을 사이에는 인근에 널리 알려져 있는 화정, 능곡배 과수원이 만들어져 있다.

## 법정동
- 화정동

## 아파트
| 단지명          | 건설사                                                    | 시행사                                                    | 주소              | 입주        | 비고 |
| --------------- | --------------------------------------------------------- | --------------------------------------------------------- | ----------------- | ----------- | ---- |
| 옥빛마을 16단지 | ㈜용마                                                    | 대한주택공사                                              | 덕양구 백양로 15  | 1996년 10월 |      |
| 옥빛마을 15단지 | 중앙건설                                                  | 대한주택공사                                              | 덕양구 화신로 233 | 1997년 5월  |      |
| 옥빛마을 17단지 | 두산건설 동부건설 ㈜일신                                  | 대한주택공사                                              | 덕양구 백양로 8   | 1997년 5월  |      |
| 옥빛마을 14단지 | 부영㈜                                                    | 부영㈜                                                    | 덕양구 백양로 27  | 1995년 11월 |      |
| 별빛마을 8단지  | 동광주택산업㈜                                            | 부영㈜                                                    | 덕양구 화신로 298 | 1995년 11월 |      |
| 은빛마을 6단지  | 동광주택산업㈜                                            | 부영㈜                                                    | 덕양구 화정로 27  | 1996년 4월  |      |
| 은빛마을 11단지 | 부영㈜                                                    | 부영㈜                                                    | 덕양구 백양로 126 | 1996년 4월  |      |
| 별빛마을 7단지  | ㈜청구 ㈜고려산업개발                                     | ㈜청구 ㈜고려산업개발                                     | 덕양구 화신로 340 | 1995년 11월 |      |
| 별빛마을 9단지  | ㈜기산 벽산건설 ㈜한일건설 코오롱건설                     | ㈜기산 벽산건설 ㈜한일건설 코오롱건설                     | 덕양구 화신로 311 | 1995년 11월 |      |
| 옥빛마을 12단지 | ㈜신덕종합건설                                            | ㈜신덕종합건설                                            |                   | 1995년 11월 |      |
| 옥빛마을 13단지 | ㈜일신건영                                                | ㈜일신건영                                                | 덕양구 백양로 64  | 1995년 11월 |      |
| 달빛마을 1단지  | 동부건설 극동건설 진덕산업 경남기업                       | 동부건설 극동건설 진덕산업 경남기업                       | 덕양구 화중로 217 | 1995년 11월 |      |
| 은빛마을 5단지  | 삼익주택㈜ 삼성건설㈜ 엘지건설㈜ ㈜신성 ㈜미도파 건설부문 | 삼익주택㈜ 삼성건설㈜ 엘지건설㈜ ㈜신성 ㈜미도파 건설부문 |                   | 1995년 11월 |      |
| 별빛마을 10단지 | ㈜건영                                                    | 군인공제회                                                | 덕양구 화신로 291 | 1996년 5월  |      |
| 달빛마을 3단지  | ㈜신안                                                    | ㈜신안                                                    | 덕양구 화수로 22  | 1995년 12월 |      |

## 교육
- 지도초등학교
- 화중초등학교
- 화정초등학교
- 용정초등학교
- 백양초등학교
- 백양중학교
- 지도중학교
- 화정중학교
- 화수고등학교
- 화정고등학교

## 교통
- 수도권 전철 3호선 화정역
- 화정로